# Так народжуються зірки (мультфільм, 1969)
«Так народжуються зірки» (рос. «Так рождаются звёзды») — грузинський радянський мультфільм 1969 року кінорежисера Отара Андронікашвілі. На всесоюзний екран не випущений.